# Nicholas Alexander
Nicholas Alexander (...) è un attore e musicista statunitense.

## Biografia
Ha esordito come attore nel 2006 nel cortometraggio Take Four. Il primo film cinematografico da lui interpretato è Canvas, sebbene l'attore non sia stato accreditato nei titoli. Dopo aver recitato in alcune serie televisive come Graceland, The Originals e Good Girls, Alexander ha recitato da protagonista del film del 2019 Adam diretto da Rhys Ernst.

## Filmografia

### Cinema
- Take Four, regia di Omar Chavez Jr. e Adrian Orozco - cortometraggio (2006)
- Captain Incredible, regia di Mark Mocahbee - cortometraggio (2006)
- My Struggle, regia di Andy Attenhofer e Peter J. Bean - cortometraggio (2006)
- Canvas, regia di Joseph Greco (2006) - non accreditato
- The Halls of Jacob, regia di Louis Pappas - cortometraggio (2006)
- Colpo di fulmine - Il mago della truffa (I Love You Phillip Morris), regia di Glenn Ficarra e John Requa (2009)
- My Baby's Daddies, regia di Fizaa Dosani - cortometraggio (2009)
- Scapegoat, regia di Geovanni Molina (2013)
- Dr. Bird's Advice for Sad Poets, regia di Yaniv Raz - cortometraggio (2016)
- Botte da prof. (Fist Fight), regia di Richie Keen (2017)
- Adam, regia di Rhys Ernst (2019)
- Come F*ck My Robot, regia di Mercedes Bryce Morgan - cortometraggio (2020)
- The Manor, regia di Axelle Carolyn (2021)

### Televisione
- Burn Notice - Duro a morire (Burn Notice) – serie TV, episodio 1x01 (2007)
- Graceland – serie TV, episodi 1x12-2x02 (2013-2014)
- Ballers – serie TV, episodio 2x05 (2016)
- Outcast – serie TV, episodi 1x10-2x04 (2016-2017)
- Nashville – serie TV, episodio 5x17 (2017)
- The Originals – serie TV, episodi 5x01-5x02 (2018)
- Good Girls – serie TV, 4 episodi (2018-2020)

## Doppiatori italiani
Nelle versioni in italiano delle opere in cui ha recitato, Nicholas Alexander è stato doppiato da:
- Flavio Aquilone in The Manor